# 厚木市立森の里小学校
厚木市立森の里小学校（あつぎしりつ もりのさとしょうがっこう）は、神奈川県厚木市森の里1丁目にある公立小学校。

## 沿革
出典
- 1985年（昭和60年）
  - 4月1日 - 開校。
  - 4月x日 - 校舎落成式挙行。
- 1986年（昭和61年）4月 - PTA設立総会開催。
- 1987年（昭和62年）2月 - 校旗・校章制定披露、体育館落成式。
- 1990年（平成2年）
  - 3月 - 校舎増築工事実施（8教室増）。
- 1992年（平成4年）
  - 3月 - 校舎増築工事実施（5教室増）。
- 1995年（平成7年）
  - 2月 - 創立10周年記念式典挙行。
- 2024年（令和6年）
  - 4月 - 創立40周年を迎えた。

## 教育目標
出典：
- 自分で考え 判断し 行動する子の育成

## 通学区域と進学先中学校
出典：

### 通学区域
- 森の里1丁目
- 森の里2丁目
- 森の里3丁目
- 森の里4丁目
- 森の里5丁目
- 森の里若宮
- 森の里青山

### 進学中学校
- 厚木市立森の里中学校

## 学校周辺
- 学校法人ながい学園森の里幼稚園 - 進学前幼稚園のひとつ
- 厚木森の里郵便局
- 厚木市立森の里中学校 - 主な進学先中学校
- 若宮公園
- 七沢森林公園
  - 森の民話館

## アクセス
- 神奈川中央交通「厚43」系統で、「森の里小学校前」バス停下車。